# Friday Night Lights (televisieserie)
Friday Night Lights (of kortweg FNL) is een Amerikaanse televisieserie die draait om een American Footballcoach uit de fictieve plaats Dillon, Texas. In de Verenigde Staten liep de serie vijf seizoenen, van 2006 tot en met 2010. De seizoenen volgen telkens één seizoen van het team gecoacht door coach Eric Taylor.

## Verhaal
FNL draait om coach Eric Taylor (gespeeld door Kyle Chandler), een coach van de Dillon Panthers, een footballteam van een highschool in Dillon (Texas). De serie is meer dan een sportverhaal. Door coach Taylor, zijn vrouw Tami (gespeeld door Connie Britton) en de spelers van het team, komen we in aanraking met het alledaags leven in een Midden-Amerikaans stadje. De serie is gebaseerd op het boek Friday Night Lights: A Town, a Team and a Dream van H.G. “Buzz” Bissinger en de film Friday Night Lights uit 2004. Het boek en de film vertellen het verhaal van een highschoolteam de Permian Panthers uit Odessa, Texas. In het seizoen 1988 wonnen zij de staatstitel van highschool-teams. Het boek en de film worden als waarheidsgetrouw aangemerkt.

## Uniek
Het unieke aan deze serie is dat het uiteindelijke resultaat meer als een documentaire kan worden gezien dan een verfilming. Er worden veel lokale, authentieke plekken gebruikt om te filmen. Er wordt bijna niet met vooraf gemaakte sets gewerkt. Bovendien worden de plaatselijke bevolking (voor seizoen 1 en 2 was dit de stad Austin, Texas) veelal ingezet, wat de authenticiteit verhoogt. Daarnaast wordt er gefilmd in een documentaire-stijl, waarbij drie camera's een hele scène in een keer op de film zetten. Dit betekent dat er veel geïmproviseerd wordt, en dat de eerste 'take' vaak het uiteindelijke resultaat haalt. Voor de wedstrijden wordt gebruikgemaakt van het stadion, de uniformen, cheerleaders en het publiek van de Pflugerville Panthers.

## Personages

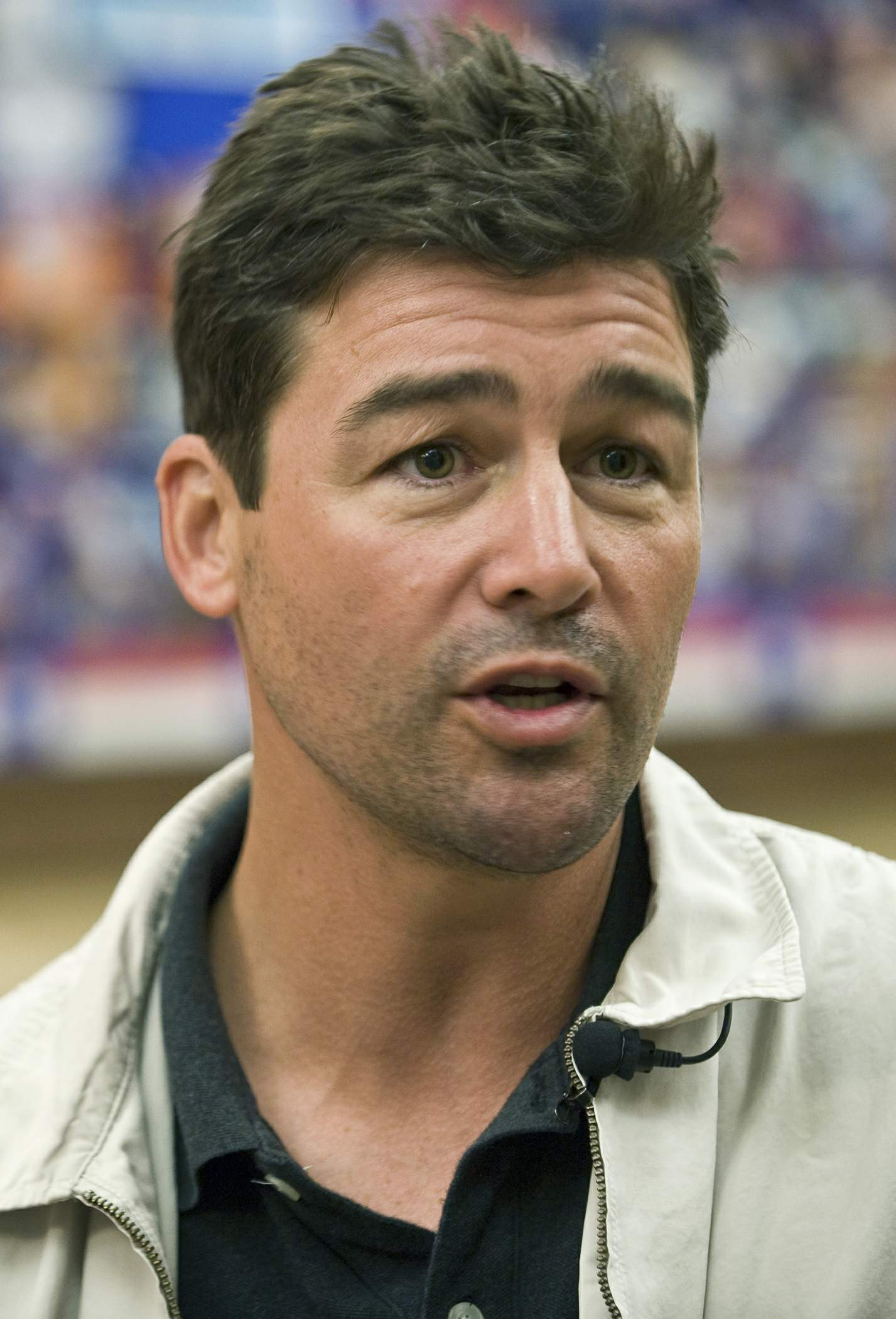
Kyle Chandler, 2009

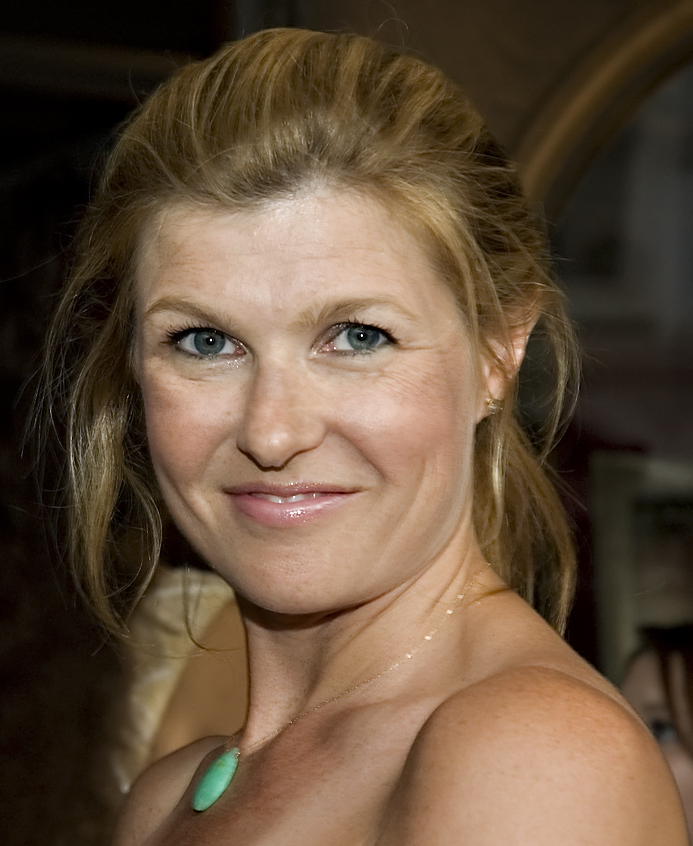
Connie Britton op de rode loper bij de Grindhouse Premier in Austin, 2006

Door het wisselend budget en de onzekerheid over het wel of niet doorgaan van de serie wijzigt de cast regelmatig. Hieronder volgen enkele van de meest aanwezige hoofdrolspelers:
- Eric Taylor, coach van de Dillon Panthers, en later van de East Dillon Lions. Getrouwd met Tami, vader van Julie en baby Gracie. Heeft het vermogen om een team (sporters of mensen) of individu tot grote hoogte te laten stijgen.
- Tami Taylor, naast vrouw en moeder van, in de eerste seizoenen begeleidster van leerlingen, daarna directrice van Dillon High. Zij is het baken van rust en geweten van Eric.
- Tim Riggins, een jongeman van 12 ambachten, dertien ongelukken. Hij is alcoholist, speelt goed in zijn jaren op school, maar heeft geen enkele ambitie wanneer hij de highschool verlaat. Is een onvoorwaardelijke goede vriend, maar dat brengt hem ook in de nodige problemen.
- Landry Clarke, speler en vriend van Matt. Rustige jongen, speelt in een band. Krijgt door de seizoenen heen een grotere rol
- Julie Taylor, dochter van, vriendin van Matt, zij groeit uit van een tiener tot een jonge vrouw
- Matt Saracen, quarterback en eerste vriendje van Julie.

Andere namen:
- Billy Riggins
- Lyla Garrity
- Tyra Collette
- Mindy Collette
- Buddy Garrity
- Brian 'Smash' Williams
- Mrs. Saracen
- Jason Street
- J.D. McCoy
- Joe McCoy
- Luke Cafferty

## Nominaties en prijzen

### 2006
- Nominatie
  - Writers Guild of America (WGA) Award - Best New Series
  - American Film Institute - 10 Best TV Programs of 2006

### 2007
- Prijs
  - American Cinema Editors - Best Editing on a One Hour Series voor Commercial Television - voor de aflevering episode "Pilot"
  - Emmy Award - Outstanding Casting For A Drama Series - Imagine Television, Film 44, NBC Universal Television Studio
  - TCA Award - Outstanding New Program of The Year
- Nominatie
  - Television Critics Association (TCA) Award - Individual Achievement In Drama – Kyle Chandler
  - TCA Award - Individual Achievement in Drama – Connie Britton
  - TCA Award - Outstanding Achievement in Drama
  - TCA Award - Program Of The Year in New Series
  - George Foster Peabody Award - Award voor Broadcast Excellence
  - Emmy Award - Outstanding Directing For A Drama Series - Peter Berg voor de aflevering "Pilot"
  - American Film Institute - 10 Best TV Programs of 2007
  - WGA Award - Best Dramatic Series

### 2008
- Nominatie
  - People's Choice Awards - Favorite Song from a Soundtrack - "Read My Mind," The Killers
  - TCA Award - Outstanding Achievement in Drama
  - TCA Award - Individual Achievement in Drama - Connie Britton
  - Emmy Award - Outstanding Casting for a Drama Series
  - Emmy Award - Special Class Live-Action Short Program: Spotlight on Austin
  - WGA Award - Best Dramatic Series

### 2009
- Prijs
  - Humanitas Prize - 60 Minute Category - Jason Katims voor de aflevering "Tomorrow Blues"
- Nominatie
  - TCA Award - Outstanding Achievement in Drama
  - Emmy Award - Outstanding Casting for a Drama Series
  - American Film Institute - 10 Best TV Programs of 2009
  - WGA Award - Best Dramatic Series

### 2010
- Nominatie
  - TCA Award - Program of the Year
  - Emmy Award - Outstanding Lead Actor in a Drama Series - Kyle Chandler
  - Emmy Award - Outstanding Lead Actress in a Drama Series - Connie Britton
  - Emmy Award - Outstanding Casting for a Drama Series
  - Emmy Award - Outstanding Writing for a Drama Series - "The Son," Rolin Jones, Writer
  - WGA Award - Best Dramatic Series

### 2011
- Prijs
  - Emmy Award - Outstanding Lead Actor in a Drama Series - Kyle Chandler
  - Emmy Award - Outstanding Writing for a Drama Series - "Always (Seriefinale)," Jason Katims, Writer
  - TCA Award - Program of the Year
- Nominatie
  - Emmy Award - Outstanding Drama Series
  - Emmy Award - Outstanding Lead Actress in a Drama Series - Connie Britton
  - TCA Award - Outstanding Achievement in Drama
  - WGA Award - Best Drama Series
  - Critics' Choice Television Awards - Best Drama Series
  - Critics' Choice Television Awards - Best Actor in a Drama Series - Kyle Chandler
  - Critics' Choice Television Awards - Best Actress in a Drama Series - Connie Britton

## Schrijversstaking 2007
Seizoen 2 van FNL is van 20 afleveringen ingekort tot 15, als gevolg van de staking van schrijversvakbond (Writers Guild) in het televisieseizoen van 2007-2008